# دليل طيران الطائرة

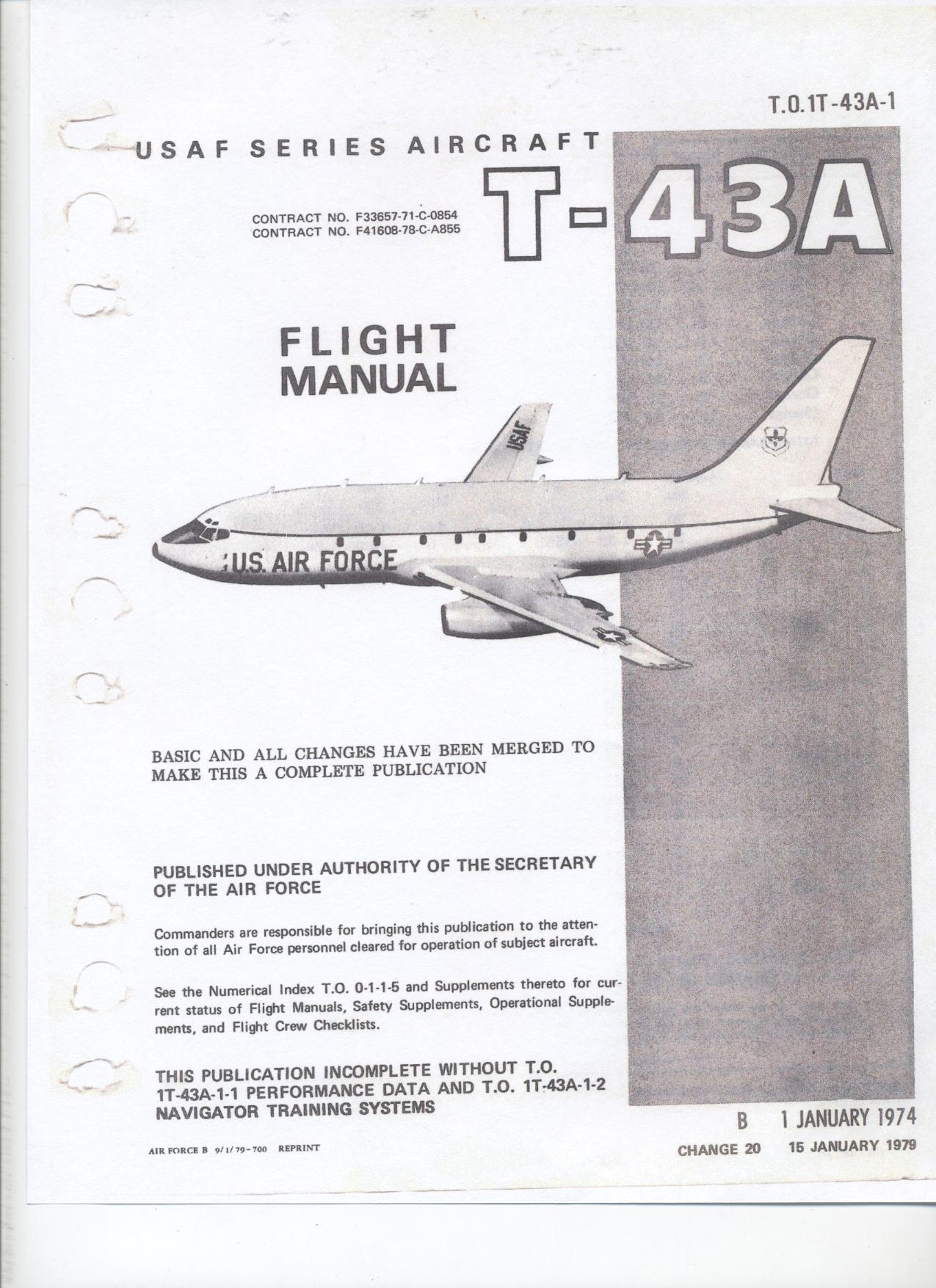
غلاف عنوان دليل طيران بوينغ تي -43 إيه

دليل طيران الطائرة (aircraft flight manual) اختصاراً (AFM) عبارة عن كتاب ورقي أو مجموعة معلومات إلكترونية تحتوي على المعلومات المطلوبة لتشغيل طائرة من نوع معين أو طائرة معينة من هذا النوع (كل دليل طيران الطائرة تم تصميمه خصيصًا لطائرة معينة ولطراز محدد منها، على الرغم من أن الطرازات المختلفة من نفس نوع الطائرة تكون قربية جدا وبشكل مماثل لدليل طيران الطائرة). يشار إلى المعلومات الموجودة في دليل طيران الطائرة أيضًا إلى البيانات الفنية لصلاحية الطيران (TAWD). سيتضمن دليل الطيران النموذجي ما يلي: قيود التشغيل وإجراءات التشغيل العادية / غير العادية / الطارئة وبيانات الأداء ومعلومات التحميل.
غالبًا ما يشتمل (AFM) على:
- في سبييدس
- وزن الطائرة الإجمالي
- الحد الأقصى لوزن الممر
- وزن الإقلاع الأقصى
- الوزن الفارغ للمصنع
- وزن تشغيلي فارغ
- مركز جاذبية الطائرة
- وزن الوقود الصفري
- مسافة الإقلاع
- مسافة الهبوط

في الأصل، كان (AFM) يتبع أي تنسيق ويطلب الشركة المصنعة التي تراها مناسبة. في نهاية المطاف، توصلت الرابطة العامة لمصنعي الطيران إلى اتفاق لتوحيد مواصفات (GAMA) رقم 1 لشكل (AFM) لطائرات ومروحيات الطيران العامة المعروفة باسم دليل تشغيل الطيار (POH).
تتبع فصول POH دائمًا تنسيق:
1. عام (General).
2. محددات (Limitations).
3. إجراءات الطوارئ (Emergency Procedures).
4. الإجراءات العادية (Normal Procedures).
5. أداء (Performance).
6. قائمة الوزن والميزان / المعدات (Weight and Balance/Equipment List).
7. وصف الأنظمة (Systems Description).
8. المناولة والخدمة والصيانة (Handling, Service, and Maintenance).
9. المكملات (Supplements).

## روابط خارجية
- كتيبات الطيران (المملكة المتحدة CAA)
- كتيبات الطيران FAA الأمريكية ووثائق أخرى